# Коронация непальского монарха

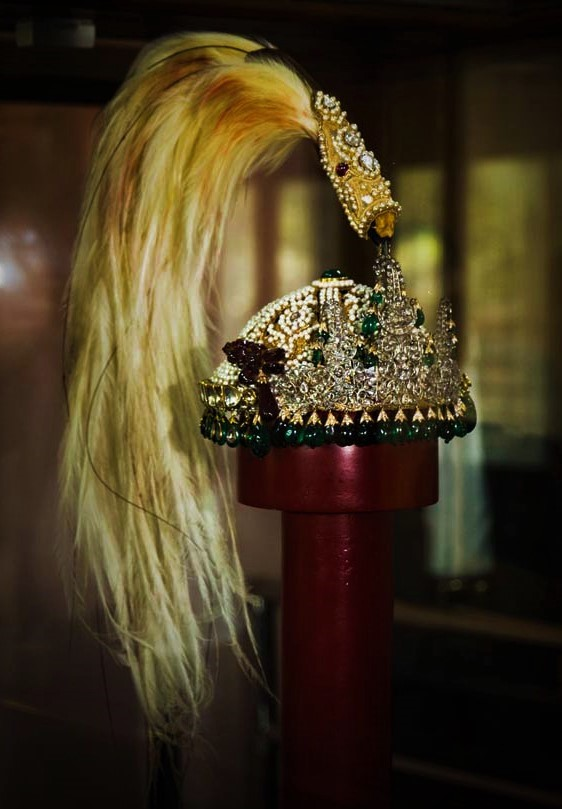
Корона Шрипеч, которая использовалась во время коронации

Коронация непальского монарха (англ. Coronation of the Nepalese monarch) — раджьябхишека и индуистская религиозная церемония, на которой коронуют короля Непала. Последняя коронация непальского монарха состоялась 4 июня 2001 года, когда на престол короля Непала взошёл Гьянендра. До отмены монархии Королевство Непал было единственной в мире индуистской страной, где правила монархия.

## Церемония
Коронация непальского монарха назначалась на дату, выбранную придворными ведическими астрологами, которая по их мнению считается благоприятной. В выбранный день новому королю предписывалось нанести на разные части тела восемь различных разновидностей глины. Затем король Непала должен омыться святой водой. После этого ритуала, в наиболее благоприятный по мнению ведических астрологов момент король будет коронован королевским священником, который наденет на него корону, украшенную множеством драгоценных камней.
После церемонии подданные короля Непала, его семья и придворные отдадут ему свою честь и потом состоится парад. В это время король, королевская семья, гости и придворные проедут по улицам города Катманду верхом на слонах.

## Галерея

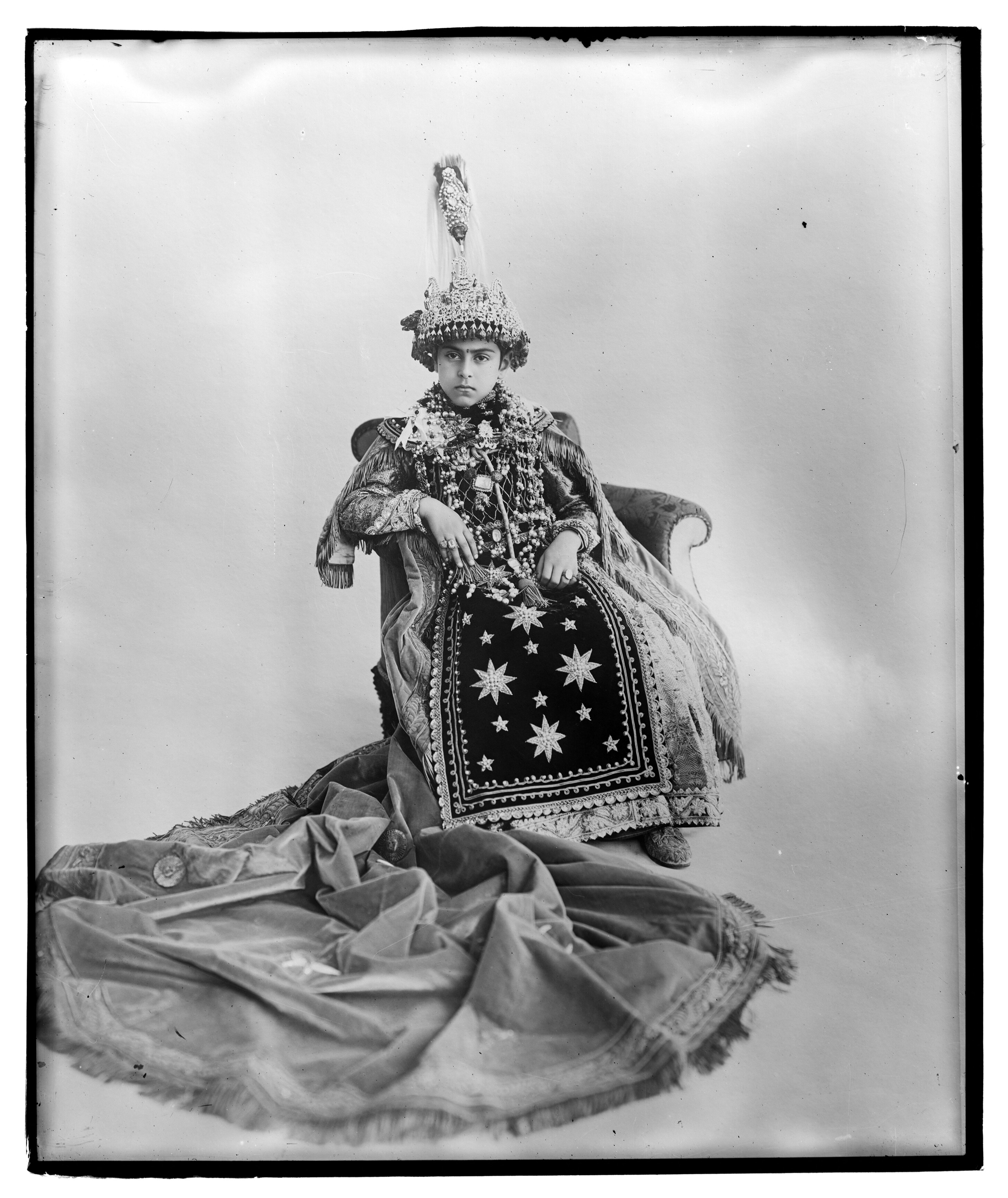
Коронация короля Трибхувана, 1911 год
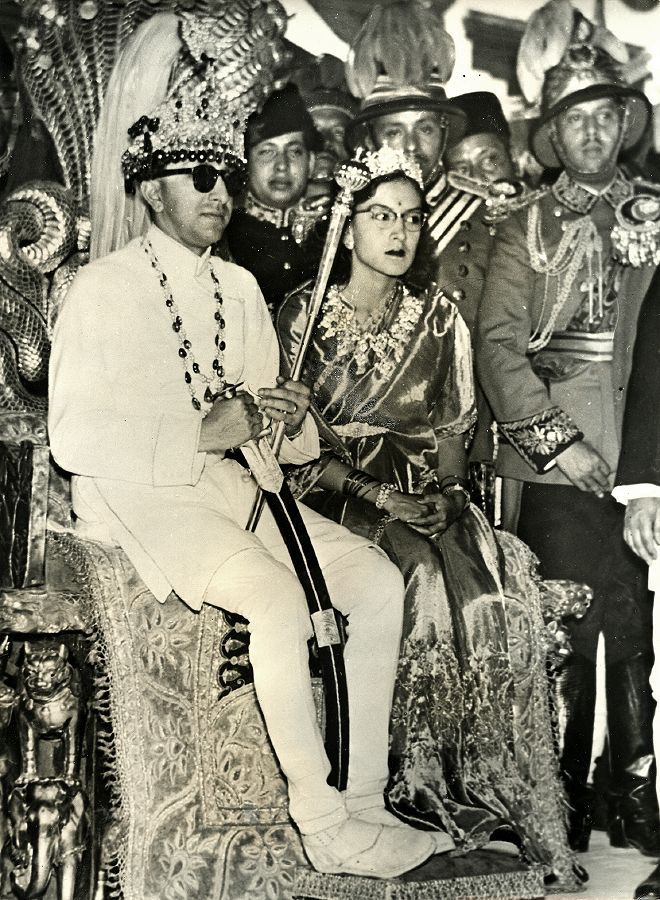
Король Махендра со своей супругой Ратной Непальской во время коронации, 1955 год
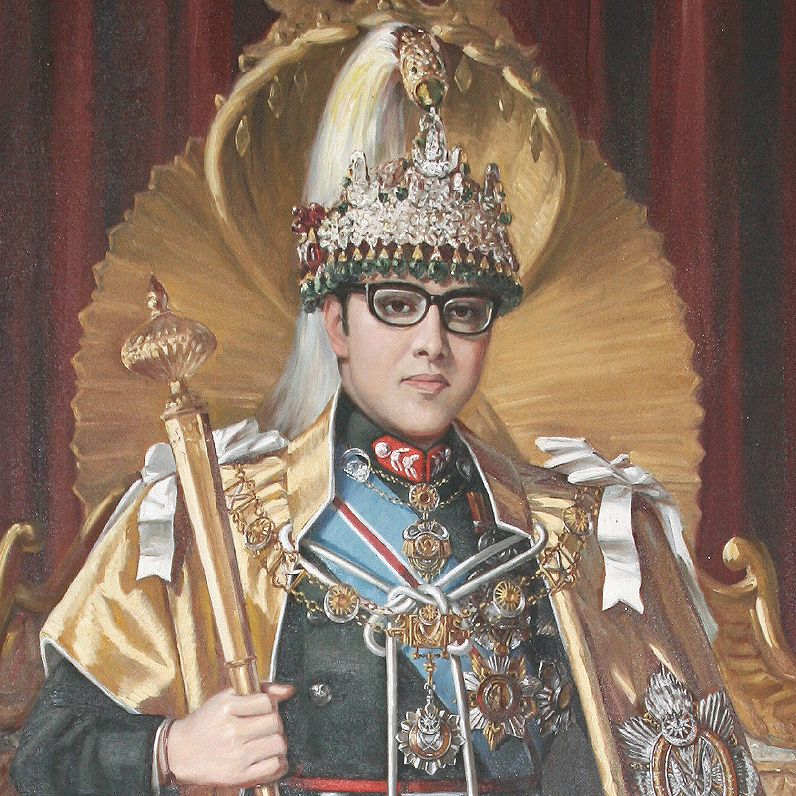
Портрет короля Бирендры со скипетром и короной
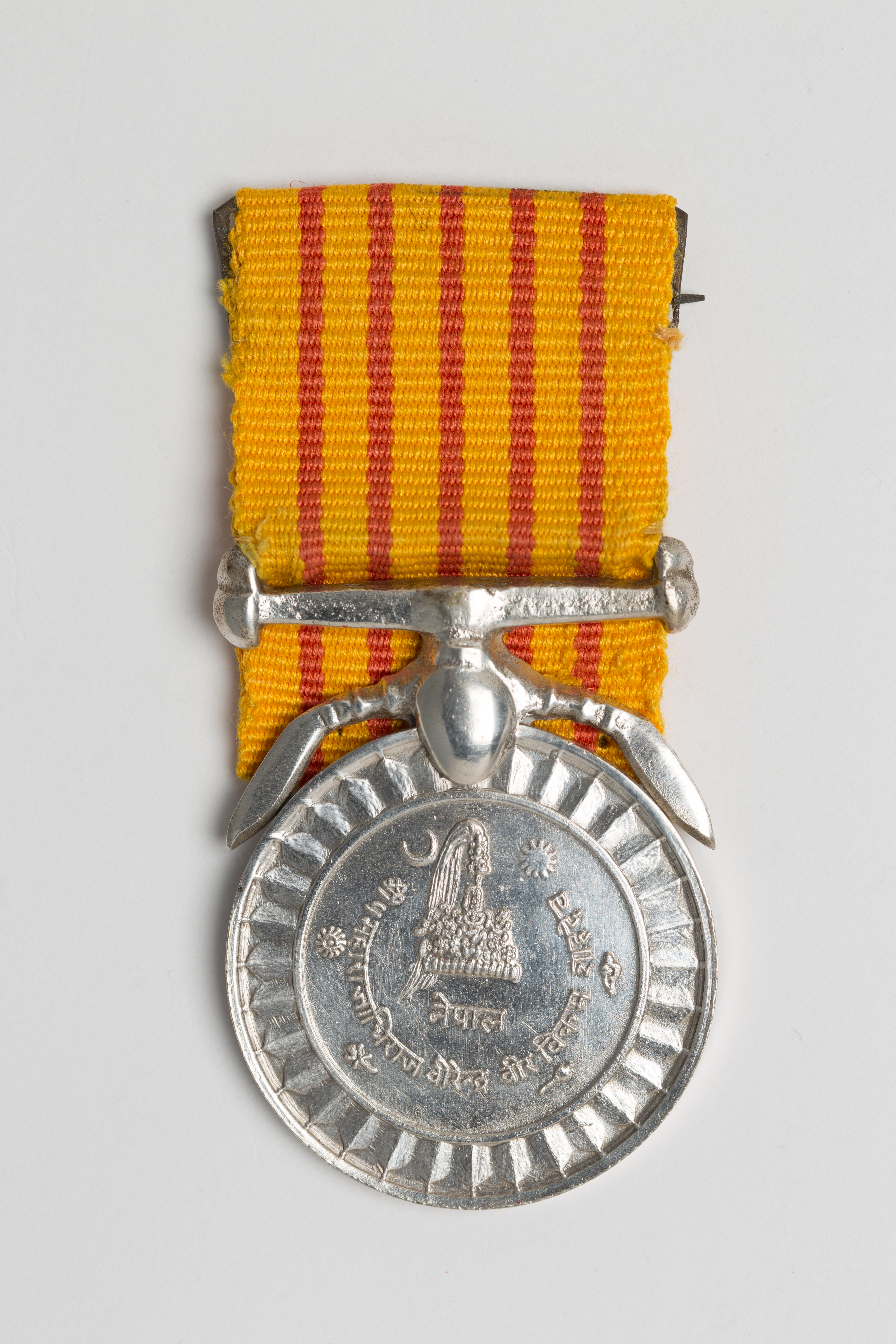
Медаль, созданная в честь коронации Бирендры, 1975 год